# Snecma M53

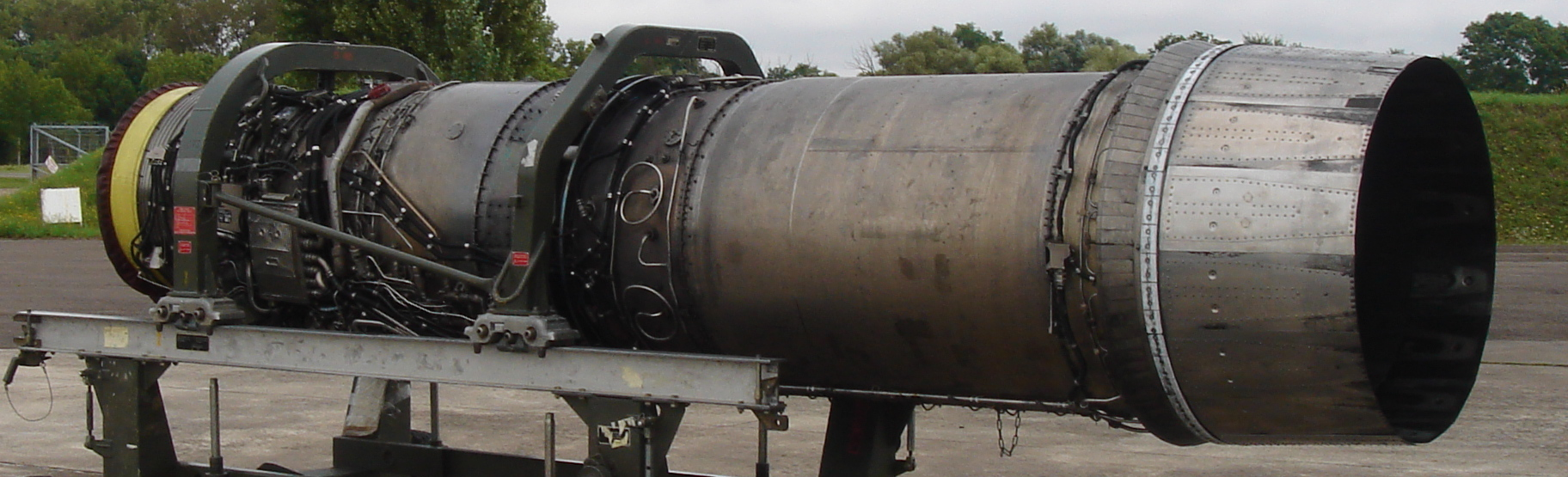
Snecma M53 im ausgebauten Zustand

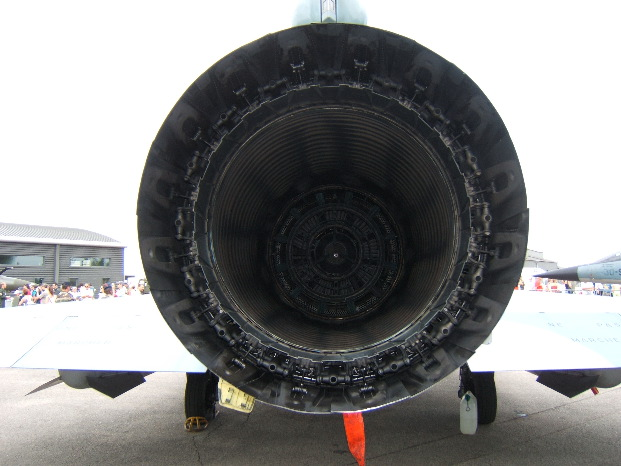
SNECMA M53 einer Mirage 2000

Das SNECMA M53 ist ein Mantelstromtriebwerk des französischen Herstellers SNECMA. Es dient der Dassault Mirage 2000 als Antrieb.

## Geschichte
Der Entwurf der M53 beruht auf den Erkenntnissen, die mit der SNECMA Atar gewonnen worden waren. Es handelt sich um ein Einwellentriebwerk mit einem 3-stufigen Fan, einem 5-stufigen Axial-Kompressor, einer Ringbrennkammer, einer zweistufigen Axialturbine und einem Nachbrenner. Zu den wichtigsten Auslegungszielen  gehörten  einfache Wartung und einfacher Betrieb. Das Triebwerk ist modular aufgebaut und verfügt über eine elektronische Überwachung.
Erste Vorüberlegungen fanden zwischen 1967 und 1968 statt. Sie führten zur Entwicklungsentscheidung. Das Triebwerk erhielt zunächst die Bezeichnung Super Atar. Im Februar 1970 lief das erste auf dem Prüfstand. Der zweite Prototyp wurde im August fertiggestellt. Im Oktober konnte ein Schub von 51 kN erreicht werden. Die Versuche mit dem Nachbrenner begannen im November 1970. Bei den  ersten Abnahmeläufen im Mai 1971 wurden 54,9 kN trocken und in einem 50h Lauf mit Nachbrenner 81,39 kN erreicht. Im Dezember 1971 wurden erste Simulationen im Rahmen des erwarteten Einsatzprofils durchgeführt. Die Flugversuche in einer Sud Aviation Caravelle begannen am 18. Juli 1973. Für Versuche im Überschallbereich diente ab Dezember 1974 eine umgebaute Dassault Mirage F1. Der offizielle Leistungsnachweis über 50h wurde im Juli 1977 mit 88,5 kN erbracht. Insgesamt wurden 20 Prototyp-Triebwerke hergestellt.
Die erste Serienversion war die M53-2, die für die Mirage F1-M53 und die Prototypen der Dassault Mirage 4000 sowie der Dassault Mirage 2000 vorgesehen war. Der Schub betrug 83,4 kN bei einem Luftdurchsatz  von 84 kg/s und einer Drehzahl von 10200 min-1.
Für die Serienfertigung der Mirage 2000 konnte die Drehzahl der Turbine etwas erhöht werden. Diese Ausführung erhielt die Bezeichnung M53-5. Sie erbrachte  einen Nachbrennerschub von 88,21 kN bei einer Drehzahl von 10500 min-1 und wurde zwischen 1980 und 1985 gefertigt. Es folgte die weiter in der Leistung gesteigerte Ausführung M53-7, die später M53-P2 genannt wurde, und deren Serienfertigung 1984 begann. Sie war für die Mirage 2000N vorgesehen und mit einem modernen FADEC ausgerüstet.  Auch in der Mirage 2000-5 und der Mirage 2000-9 wurde diese Ausführung verwendet.
Die Fertigung wurde 2005 nach 639 gebauten Triebwerken eingestellt. SNECMA bleibt bis 2030 für die Teileversorgung verantwortlich und entwickelt einzelne Komponenten weiter.

## Varianten
SNECMA M53-2
Modifizierte Variante für die Mirage 4000 und die Mirage F1-M53. Wurde nie zur Serienreife entwickelt.
SNECMA M53-5
Initialversion für die Mirage 2000. Wurde nur in den ersten 37 Mirage 2000C Maschinen verbaut.
SNECMA M53-P2
Primäre Variante für die Mirage 2000. Wurde im Großteil aller Maschinen verbaut.

## Technische Daten (M53-P2)
- Gewicht: 1515 kg
- Durchmesser: 796 mm
- Länge: 5070 mm
- Luftdurchsatz: 86 kg/s bei 10600 min-1
- Bypassverhältnis: 0,4:1
- Schub: 64,35 kN, 95,13 kN mit Nachbrenner
- Verdichtung: 9,8:1